# 롯데리아
롯데리아(Lotteria, 일본어: ロッテリア)는 대한민국의 햄버거 패스트푸드 체인 음식점이다.

## 역사

### 일본 롯데리아
롯데그룹의 패스트푸드 사업의 일환으로 창업된 롯데리아는 일본에서 1972년 일본 법인 '주식회사 롯데리아'로 사업을 시작했으며, 최초 매장은 1972년 9월 일본 도쿄 니혼바시에 있는 다카시마야(高島屋) 백화점 니혼바시 점에서 1호점이 개설되었다. 일본 법인 '주식회사 롯데리아'는 일본 외에도 대만 지역 롯데리아의 소유권을 가지고 있다.
2023년 4월 롯데홀딩스는 스키야, 하마즈지 등을 운영하는 외식산업 일본 내 최대 기업인 젠쇼홀딩스에 롯데리아 주식 전량을 매각해 인수됐다. 지금은 일본 롯데그룹을 이탈하여 젠쇼홀딩스의 완전 자회사이다. 햄버거 체인의 점포수로는 맥도날드(2966개), 모스버거(1289개), KFC(1197개)에 크게 뒤져 일본내 4위(310개).

### 대한민국 롯데리아
대한민국에서는 1979년 일본 롯데리아와 합작하여 대한민국 법인 '주식회사 롯데리아'로 사업을 시작하였다. 이후 2004년 한국 법인 측에서 일본 롯데리아가 소유한 한국 법인 지분을 모두 매입해 현재는 지분 관계가 없는 관계가 되었고, 2017년 7월 한국법인 '주식회사 롯데리아'는 '롯데 GRS 주식회사'로 사명을 변경하였다.
한국 법인 롯데GRS는 대한민국, 베트남, 중국, 미얀마, 캄보디아, 카자흐스탄, 몽골 등 지역 롯데리아의 소유권을 갖고 있다. 대한민국의 첫 롯데리아는 1979년 12월 서울 중구 소공동 롯데백화점에서 개업하였다. 그러나 이 점포는 2003년경 폐점하였으며 지금은 1980년 4월 개점한 2호점이 한국에서 가장 오래된 롯데리아 점포로 존재한다.

## 매장 수
- 대한민국 - 1천 2백여개
- 일본 - 310개
- 베트남 - 300개
- 중화인민공화국 - 10개
- 중화민국 - 10개
- 미국 - 1개

### 일본
햄버거를 중심으로 패스트푸드를 판매한다. 새우버거와 절품 치즈 버거는 롯데리아의 오리지널 버거이다.

### 대한민국
대한민국에서는 라이스 김치버거를 포함하여 한국 사람들의 입맛에 맞춘 패스트 푸드를 판매한 적이 있다.
식단은 일반적인 패스트푸드 항목들이다. 이를테면 햄버거를 포함하여 다른 메뉴로는 후라이드 치킨, 치킨 윙(화이어 윙), 치킨휠레, 포테이토, 양념감자, 콘 샐러드, 치즈 스틱, 오징어 링, 팥빙수 등의 먹을거리를 들 수 있다.
이외에 롯데리아 특유의 개발 메뉴 중 어니언(양파맛), 칠리(매운맛), 치즈가루 등을 포테이토에 뿌려먹는 양념감자, 아이스크림을 컵에 담아 5가지 음식가루, 혹은 음식덩어리 및 잼을 담아 모터가 달린 회전 기계에 돌려먹는 토네이도가 있다.
2010년 2월 27일 키자니아 서울 내에 '햄버거 카페테리아' 체험관을 오픈하였다.
점포에 따르면, 1988년 1호점이었으나, 1990년대부터 큰폭 증가되었고, 2020년 코로나19 시대를 접어들면서 2022년부터 조금씩 감소되고 있다.
- 서울특별시 : 200개 (대형마트 내: 롯데마트행당역점, 롯데마트송파점, 롯데마트서울양평점, 홈플러스강동점, 홈플러스상봉점, 홈플러스신내점, 홈플러스월곡점, 홈플러스방학점, 홈플러스금천점, 홈플러스영등포점, 홈플러스월드컵점)
- 부산광역시 : 100개 (대형마트 내: 롯데마트동래점, 홈플러스아시아드점, 홈플러스센텀시티점, 홈플러스부산감만점)
- 대구광역시 : 100개 (대형마트 내: 홈플러스칠곡점, 홈플러스내당점, 홈플러스대구성서점) <군위군 제외>
- 인천광역시 : 100개 (대형마트 내: 롯데마트삼산점, 롯데마트부평점, 홈플러스계산점, 홈플러스간석점, 홈플러스송도점, 홈플러스인천가좌점, 홈플러스인천숭의점, 홈플러스인천청라점)
- 광주광역시 : 100개 (대형마트 내: 롯데마트첨단점, 롯데마트광주수완점, 홈플러스동광주점, 홈플러스광주하남점)
- 대전광역시 : 50개 (대형마트 내: 롯데마트서대전점, 홈플러스유성점)
- 울산광역시 : 50개 (대형마트 내: 롯데마트울산점, 홈플러스울산북구점, 홈플러스울산점, 홈플러스울산남구점)
- 세종특별자치시 : 20개 (대형마트 내: 홈플러스조치원점, 홈플러스세종점)
- 경기도 : 500개 (대형마트 내: 롯데마트의왕점, 롯데마트시흥점, 롯데마트시흥배곧점, 롯데마트수원천천점, 롯데마트고양점, 롯데마트김포한강점, 롯데마트오산점, 홈플러스오산세교점, 홈플러스동수원점, 홈플러스북수원점, 홈플러스시화점, 홈플러스일산점, 홈플러스파주운정점)
- 강원특별자치도 : 100개 (대형마트 내: 롯데마트원주점)
- 충청북도 : 57개 (대형마트 내: 롯데마트서청주점, 롯데마트제천점, 홈플러스오창점)
- 충청남도 : 65개 (대형마트 내: 롯데마트당진점, 롯데마트천안성정점, 롯데마트서산점, 홈플러스천안점, 홈플러스천안신방점)
- 전북특별자치도 : 51개 (대형마트 내: 롯데마트군산점, 롯데마트전주점, 홈플러스전주점)
- 전라남도 : 48개 (대형마트 내: 롯데마트여천점, 롯데마트여수점, 홈플러스목포점) <신안군 제외>
- 경상북도 : 67개 (대형마트 내: 홈플러스경산점) <청송군, 영양군 제외>
- 경상남도 : 87개 (대형마트 내: 롯데마트마산양덕점, 롯데마트웅상점, 롯데마트장유점, 롯데마트통영점, 홈플러스밀양점, 홈플러스창원점, 홈플러스마산양덕점, 홈플러스김해점, 홈플러스진해점, 홈플러스거제점)
- 제주특별자치도 : 14개

## 메뉴

### 일본

#### 버거
- 절품 치즈 버거
- 새우 버거

#### 판매 중단
- 김치 태균 버거[2]
- 탄두리 버거
- 빅쿠리맨 쉐이크
- BOSS 쉐이크[3]

### 대한민국

#### 버거
- 데리 버거
- 리아 불고기
- 리아 새우
- 더블 새우 버거
- 클래식 치즈 버거
- 치킨 버거
- 모짜렐라 인 더버거 베이컨
- 원조 빅불 버거
- 한우 불고기 버거
- 더블 한우 불고기 버거
- 핫 크리스피 버거
- 더블 크리스피 버거
- T-REX 버거
- 리아 미라클 버거
- 더블 리아 미라클 버거

#### 사이드 메뉴
- 지파이(하바네로/고소한 맛)
- 치킨 너겟
- 롱 치즈 스틱
- 콘샐러드
- 쉑쉑 치킨(칠리/치즈/어니언)
- 양념감자
- 오징어링
- 치즈스틱
- 포테이토(m/L)
- 토네이도(허쉬 초코쿠키/녹차/스트로베리)
- 선데 아이스크림(스트로베리)
- 소프트 콘

### 드링크
- 아이스 티(m/L)
- 아메리카노(s/m)
- 아이스 아메리카노(레귤러/라지)
- 핫 초코
- 오렌지 100
- 우유
- 칠성사이다(s/m/L)
- 펩시(s/m/L)
- 제로콜라(s/m/L)
- 밀크 쉐이크(딸기/초코/바닐라)
- 카페 라떼
- 아이스 카페 라떼
- 레몬 에이드(m/L)

### 판매 중단
- 빅립 버거
- 구운 통마늘 버거
- 델리 파우치
- 돈까스 버거
- 라면 버거
- 레드 앤 화이트 버거
- 메가 빅 파프리카 버거
- 미트 포테이토 버거
- 베이컨 치즈 버거
- 베이컨 치킨 머핀
- 불갈비 버거
- 김치 버거
- 버거 크닭
- 트위스터 감자
- 비프 바베큐 버거
- 블루 소다 에이드
- 닌자 핫 크리스피 버거
- 닌자 에이드
- 더블 데리 버거
- 맥앤치즈
- 불새 버거
- 불타는 오징어 버거
- BB 버거
- 빅 비프 버거
- 새우 라이스 버거
- 소시지 머핀
- 辛 리브 샌드
- 아보카도 통새우 버거
- IMF버거
- 야채 라이스 다도 버거
- 야채 라이스 불고기 버거
- 에그 라이스
- 옛날커피
- 영 버거
- 오징어 버거
- 우엉 버거
- 자이언트 더블 버거
- 청양 고추 버거
- 춘천 치킨 립 버거
- 치즈 버거
- 치즈 오징어 머핀
- 크랩 버거
- 크레페
- 랏츠 버거
- 유러피언 치즈버거
- 텐더 그릴 치킨 버거
- 포크 커틀릿 버거
- 한우 레이디 버거
- 한우 스테이크 버거
- 한우 주니어 버거
- 허브 돈까스 버거
- 호밀빵 새우 버거
- 호밀빵 웰빙 버거
- 피쉬 버거
- 핫도그
- 마짬 버거
- 모짜 새우 버거
- 강정 버거
- 밀리터리 버거[4]
- 닌자 토네이도
- 토네이도(돼지바)
- 토네이도(흑당)
- AZ버거
- 폴더 버거(핫치킨)
- 핫크레이지버거

### 기타
세트메뉴에는 버거세트, 치킨세트가 있다. 버거세트는 버거, 튀긴 음식, 음료 등을 합쳐 놓은 것을 말하며, 명품버거들의 경우 조금 더 비싸게 판매한다. 모든 매장의 콜라는 펩시만 취급하며 사이다는 칠성사이다만 취급한다. 세트의 구성은 대개 버거에 음료+감자튀김이다. 또, 500원 추가시 라지사이즈(음료+감자튀김)로 업그레이드 가능하다. (일부 매장 제외)
대한민국의 경우 롯데리아의 런치타임(점심을 겨냥하여 저렴하게 판매하는 시간대)이 오전 11시부터 오후 2시까지이지만, 매장마다 시간과 가격에 차이가 있으며 일부 매장은 주말에 런치타임이 적용되지 않는 경우도 있다. 롯데리아 용산전자상가점, 롯데월드점(전부), 월드컵몰점 등은 런치매장이 아니다. 롯데리아 서울랜드, 서울랜드2호점, 서울대공원점, 인천공항점 등은 특수점포로 세트메뉴가 없다. 게다가 런치매장도 아니다.

## 사진

서울 강동구 명일동 등지엔 드라이브점을 운영하고 있다.
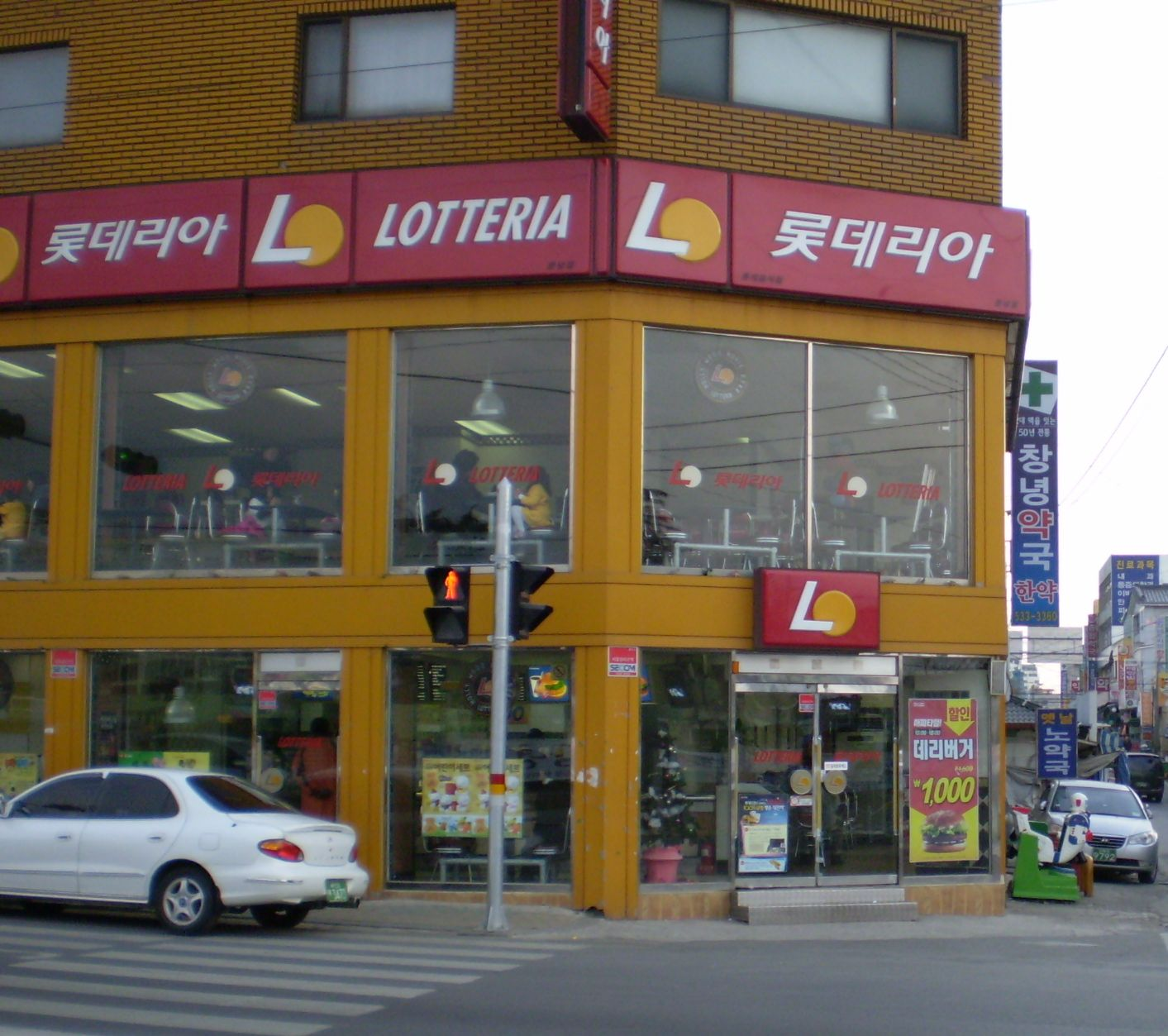
대한민국 창녕군에 위치한 롯데리아.
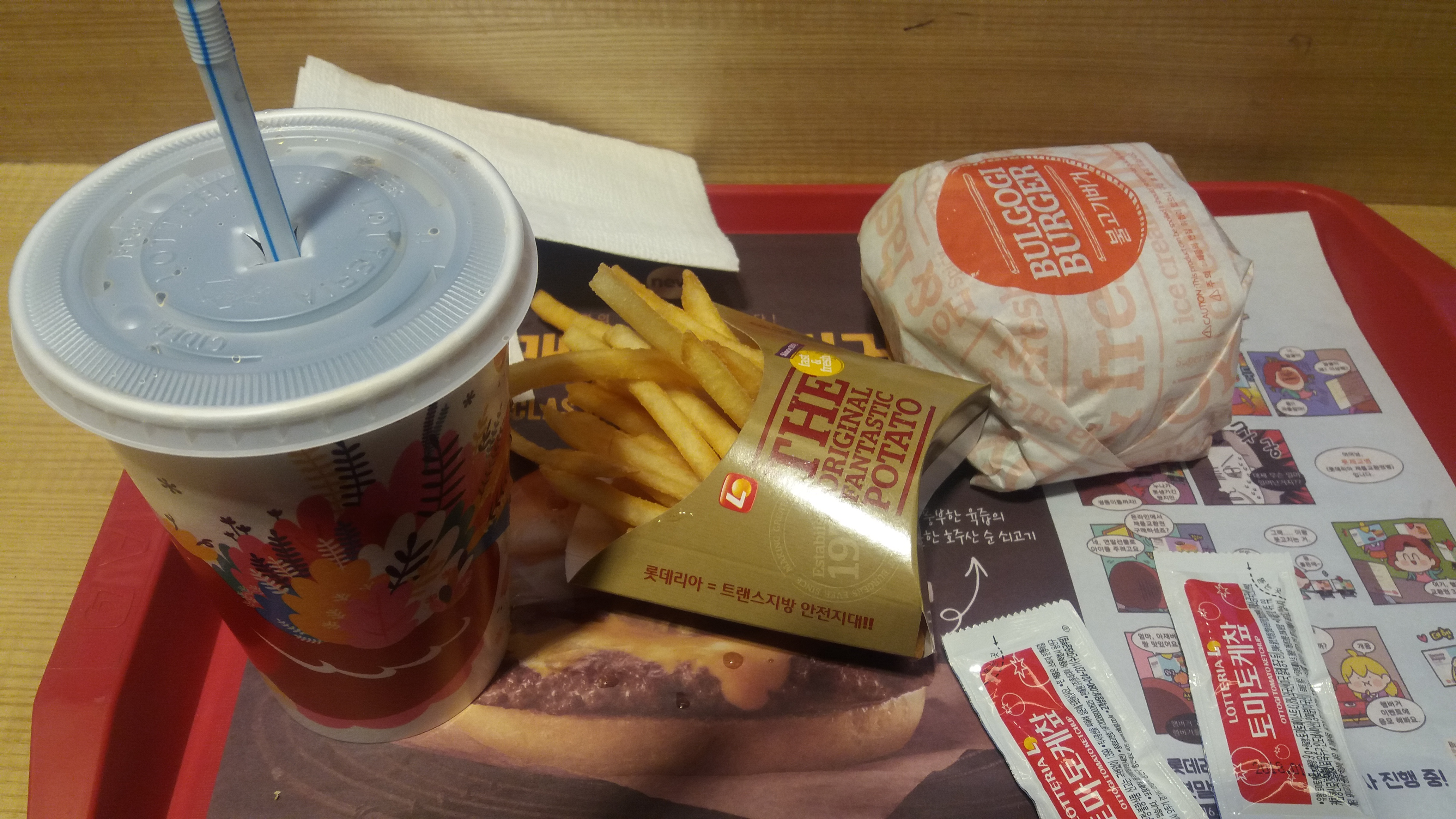
롯데리아의 불고기버거 세트메뉴

## 같이 보기
- 롯데지알에스
- 맥도날드
- 버거킹
- 모스버거
- 맘스터치
- 파파이스
- KFC
- 웬디스
- 타코벨